# بمبديون أسود
بمبديون أسود (الاسم العلمي: Bembidion atrum) هو نوع من الحشرات يتبع جنس البمبديون من فصيلة الخنافس الأرضية.